# Gibson Guitar Corporation
Pour les articles homonymes, voir Gibson et GGC.
La Gibson Guitar Corporation ou GGC, plus communément Gibson, est un fabricant américain de guitares acoustiques et électriques, de guitares basses, de mandolines, de banjos et d'amplificateurs d'instruments. Créée en 1902 par Orville H. Gibson, c'est l'une des entreprises les plus connues sur le marché mondial.
Depuis 1990, l’entreprise Gibson a racheté plusieurs autres fabricants américains d'instruments : les guitares Kramer et Steinberger, les percussions Slingerland (revendu en 2019), et les pianos Baldwin.
Le 1er mai 2018, la société dépose une demande pour être placée sous la protection du chapitre 11 de la loi sur les faillites. Elle connait en effet de sérieuses difficultés financières, accusant une dette de 375 millions de dollars. Ces difficultés sont principalement dues aux tentatives de diversification de la firme, entamées avec le rachat en 2014 de la branche divertissement de Philips pour une somme de 135 millions de dollars,. L'entreprise arrête cette partie de ses activités, mais poursuit la fabrication de guitares et d'instruments de musique.

## Histoire

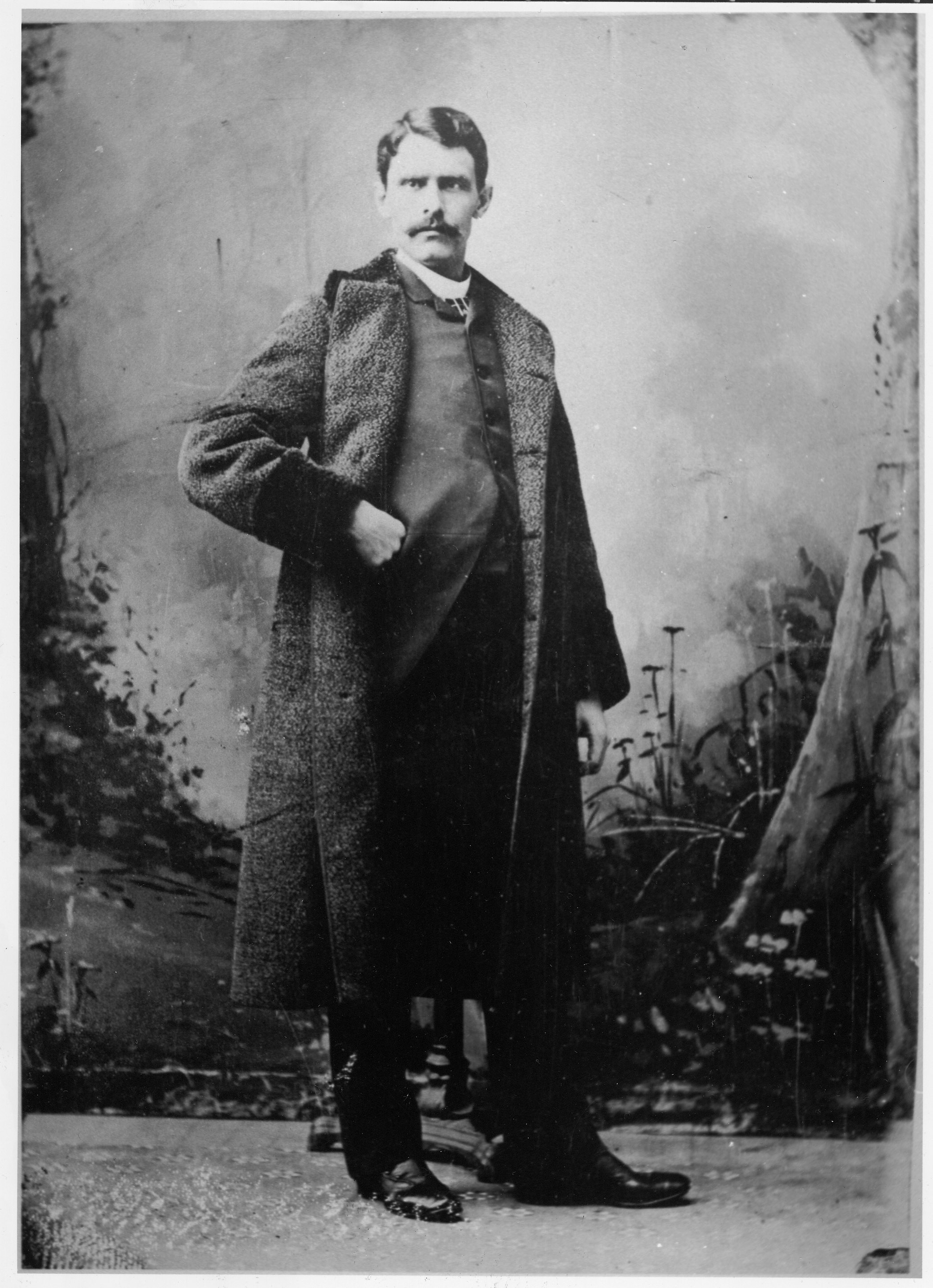
Orville Gibson

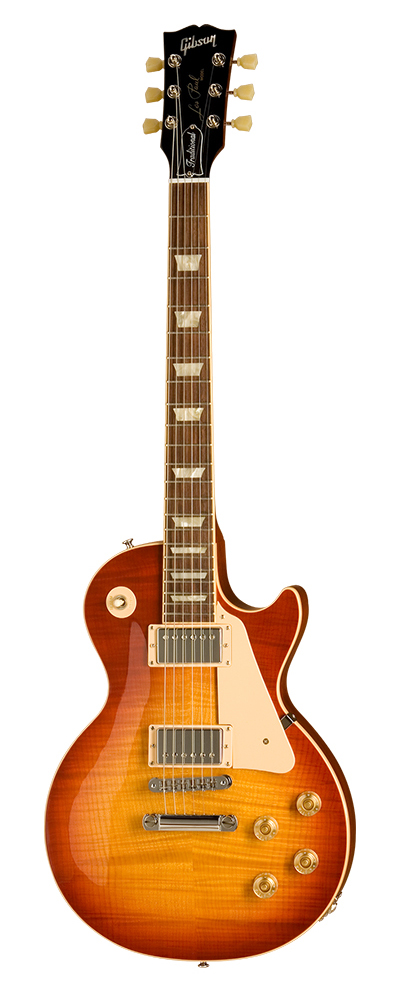
La Gibson Les Paul, un des plus célèbres modèles de la marque.

Orville Gibson, né en 1856 à Chateaugay, New York, commence à fabriquer des mandolines en 1894 à Kalamazoo, dans le Michigan. En 1898, il dépose un brevet, protégeant une innovation sur la forme des mandolines et en 1902, il crée l'entreprise Gibson Mandolin-Guitar Mfg. Co, Ltd. avec des partenaires financiers pour commercialiser ses instruments.
En 1908, la firme lui verse un salaire annuel de 500 dollars. Entre 1907 et 1911, il fait plusieurs séjours à l'hôpital. En 1916, il est de nouveau hospitalisé, et meurt le 21 août 1918 au St. Lawrence State Hospital, un établissement psychiatrique dans l'État de New York.

### Guitares
Pendant les années 1920 et les années 1930, la compagnie Gibson est à la source de nombreuses innovations dans la conception de guitares acoustiques puis électrifiées, et devient le principal fabricant de guitares « arch-top », particulièrement le modèle de Gibson L-5 CES qui possèdent une caisse galbée s'inspirant de la mandoline dont la marque est spécialiste depuis sa création. En 1936 elle présente son premier modèle « espagnol électrique » (Electric Spanish), la Gibson ES-150, reconnue comme première guitare électrique commercialement réussie.
La fabrication d'instruments de musique est considérablement réduite de 1942 à 1945, l'usine consacrant ses capacités de production à l'effort de guerre. Les chiffres officiels de l'entreprise indiquent alors une production d'instruments nulle, ce qui est par la suite remis en cause.
Dès 1946, la marque reprend la fabrication d'instruments, et crée de nouveaux modèles de plus en plus orientés vers l'amplification : dès 1946, Gibson propose son nouveau micro P-90, qui est toujours produit et monté sur de nombreux modèles, plus de 70 ans plus tard. En 1949 apparait l'ES-175, première guitare de la marque - toujours à caisse creuse - conçue d'emblée comme une guitare électrique, qui rencontre un franc et durable succès jusqu’à 2019 où elle n’est plus produite.
En 1952, Gibson lance la commercialisation de la Gibson Les Paul, première guitare à corps plein de la marque, avec la collaboration du guitariste Les Paul. Tout au long des années 1950, sous l'impulsion de son président Ted McCarty, la marque innove, que ce soit avec de nouvelles formes excentriques qui ne rencontrent pas le succès commercial (Gibson Explorer, Gibson Flying V), avec des instruments plus classiques comme la Gibson ES-335 en semi-acoustique, avec de nouveaux micros dits « humbucker », ou encore avec un système très efficace de chevalet et cordier breveté au nom de McCarty pour Gibson. En 1961, la Les Paul subit de profondes modifications dans le but de moderniser son aspect, de réduire son poids et d'améliorer son ergonomie, ce qui aboutit finalement à un nouveau modèle, la Gibson SG, appelée tout d'abord « Les Paul SG ». Le contrat avec le musicien arrivant bientôt à son terme, et ce dernier trouvant la SG inesthétique, celle-ci ne porte finalement son nom que jusqu'en 1962.
Durant les années 1960, des guitaristes tels que Keith Richards, Jimmy Page, Eric Clapton, ou Peter Green s'affichant publiquement avec une Les Paul (qui n'est pourtant plus fabriquée ni commercialisée depuis de nombreuses années), amènent la firme à relancer sa production en 1968. Le modèle est considéré comme la référence de la marque, mais aussi comme un véritable symbole du Rock 'n' roll. De son côté, la SG devient très populaire chez les guitaristes de hard rock, rock, notamment avec Angus Young d'AC/DC, Joe Perry du groupe Aerosmith ou Tony Iommi de Black Sabbath, ou encore, en France, Louis Bertignac du groupe Téléphone. Elle accompagne également des compositeurs tels que Frank Zappa qui demeure un des plus emblématiques utilisateurs de la SG.
Entre 1974 et 1984, la production de guitares Gibson est délocalisée de Kalamazoo vers Nashville, dans le Tennessee.
Alors que l'entreprise est en grave difficulté, elle est rachetée en 1986 par trois investisseurs qui la redressent en quelques années, notamment sous l'impulsion de l'un d'eux, Henry E. Juszkiewicz, qui place la qualité de la production au centre de la politique de Gibson. Une usine est alors installée à Memphis, pour la fabrication de guitares "archtop" et semi-creuses, et une autre à Bozeman dans le Montana pour les modèles acoustiques.
Gibson est reconnu pour faire des guitares de qualité, mais à un prix élevé. Sa filiale Epiphone - d'abord entreprise indépendante, rachetée en 1957 par Gibson - commercialise des produits dérivés et moins chers fabriqués hors des États-Unis, et d'une qualité moindre. Gibson possède d'autres entreprises d'instruments : guitares Kramer et Steinberger, guitares basses Tobias, pianos Baldwin, processeurs d'effets et accessoires MIDI Oberheim, percussions Slingerland (revendu en 2019).
En 2007, Gibson s'associe à la société allemande Tronical pour équiper ses nouveaux modèles du dispositif powertune, un tout nouveau système d'accordage automatique couplé aux mécaniques,.
En 2012, Gibson est condamné à une amende de 300 000 dollars pour avoir violé le Lacey Act (en) en important illégalement du bois d'ébène de Madagascar et d'Inde afin de fabriquer des touches de guitares, de banjos et de mandolines.
En 2015, à l'occasion du 100e anniversaire de Lester William Polsfuss, dit « Les Paul », consultant à la conception de la guitare qui porte son nom, Gibson développe une nouvelle gamme nommée « USA 2015 ».
En 2018, en raison d'un endettement estimé à 50 millions de dollars, Gibson se réorganise en se mettant sous la protection du chapitre 11 de la loi sur les faillites des États-Unis. Le PDG Henry Juszkiewicz, à la tête de l'entreprise depuis 1986, est remplacé par James Curleigh en octobre 2018. L'usine de Memphis est fermée, l'entreprise ne conservant que les deux sites de production de Bozeman (acoustiques) et Nashville (électriques).
Gibson propose dorénavant deux gammes aux prix réduits, "The Original Collection" et "The Modern Collection". La gamme "Original" rend hommage aux modèles phares des années 1950 et 1960, en revenant à la source (corps massif, ni robot tuner ni push-pull, seul le sillet a été remplacé par un sillet Graphtech). La gamme "Modern" s'adresse aux clients désireux d'une guitare plus polyvalente et plus confortable, elle propose diverses fonctionnalités telles que le système Push/Pull (permettant aux micros double bobinage de passer en simple bobinage), un accès plus aisé vers les aigus, ou encore un poids moins important que les modèles de la gamme originale.

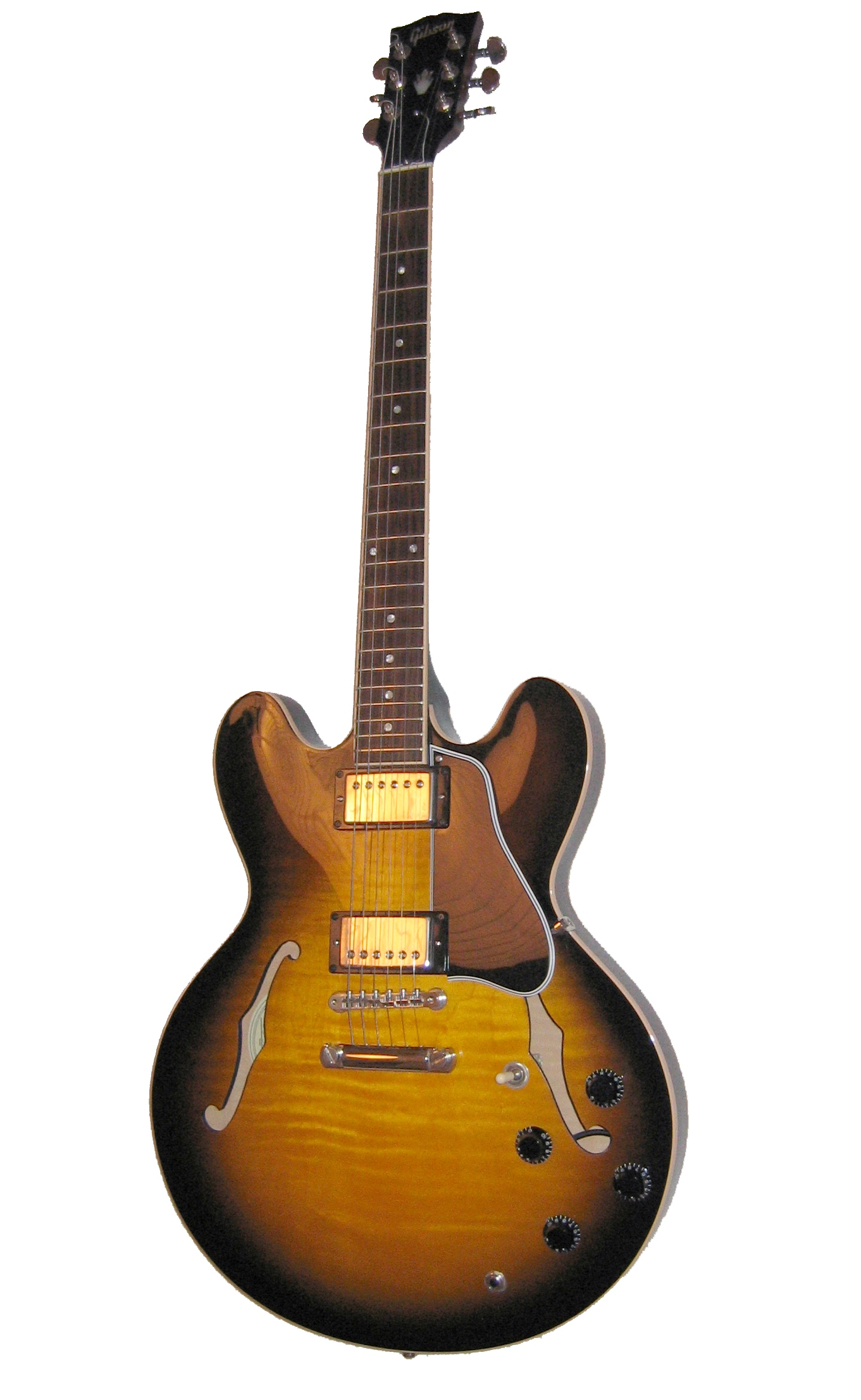
Gibson ES-335.
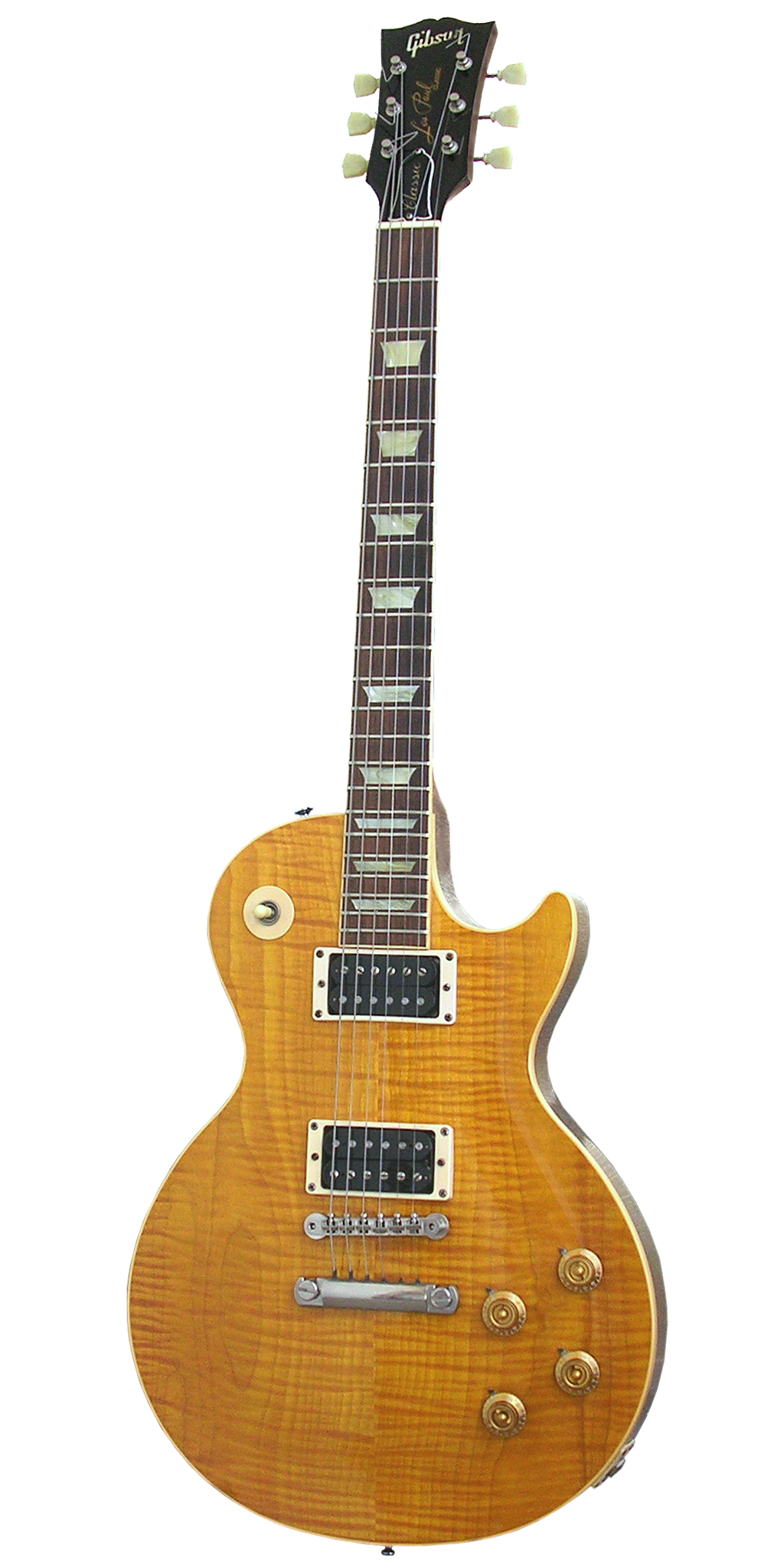
Gibson Les Paul Classic.
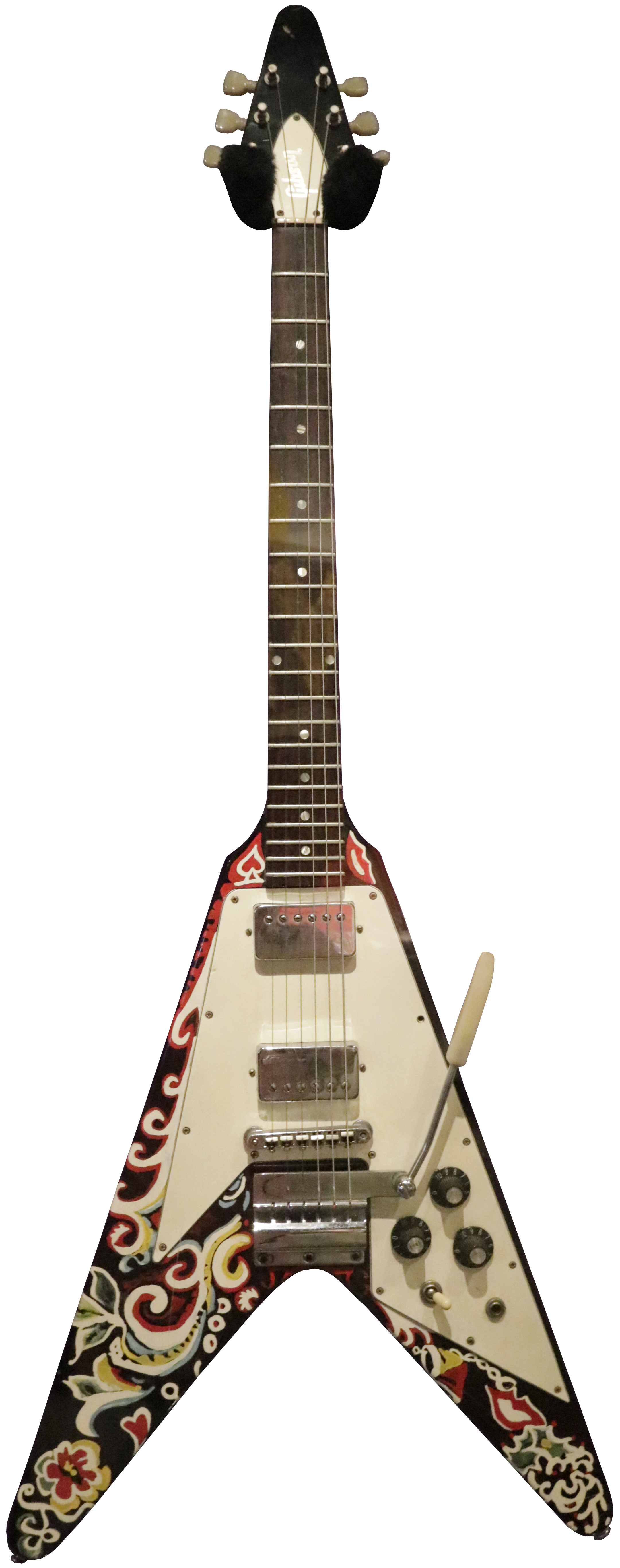
Guitare Gibson Flying V 1967 ayant appartenu à Jimi Hendrix, et peinte par ses soins.
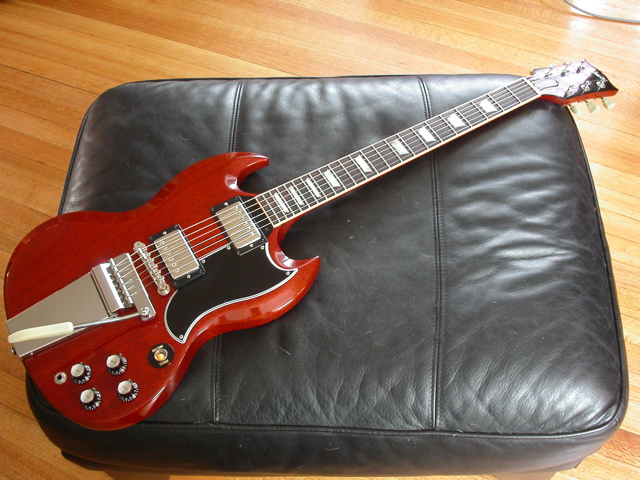
Gibson SG.
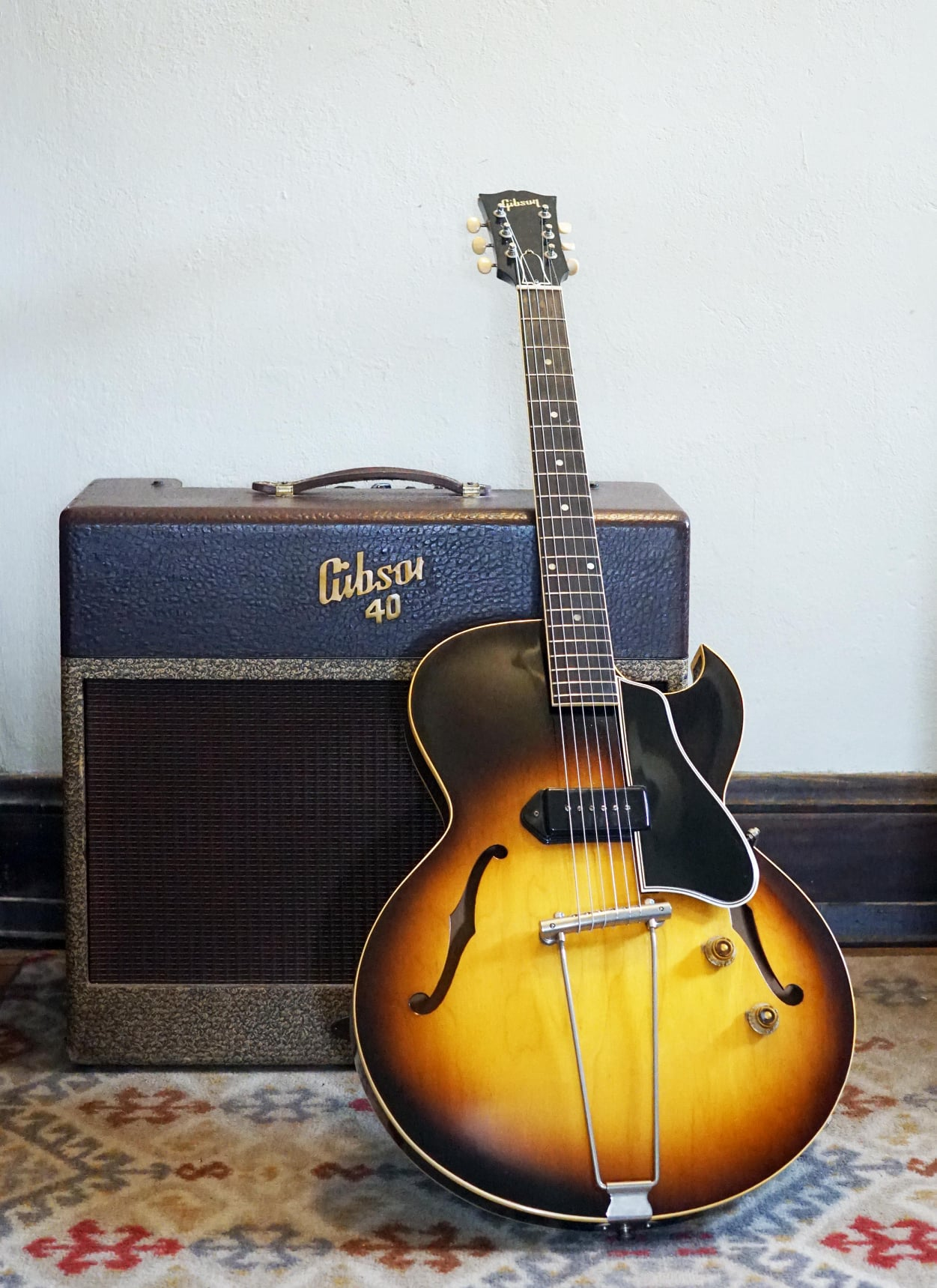
Sunburst Gibson ES-225T (1955).

### Amplificateurs
Gibson est historiquement un des premiers fabricants d'amplificateurs pour guitare électrique : le premier modèle apparaît au catalogue Gibson en 1935. Ces amplis étaient des combos équipés de deux haut-parleurs Utah de cinq pouces. La production des amplis Gibson est réputée pour être très variante d'un modèle à l'autre, il n'était pas rare que les schémas diffèrent d'un ampli à l'autre.
La plupart des modèles proposés par Gibson sont des variantes inspirées d'amplis Fender au détail près, mais Gibson utilise des tubes électroniques différents (6BQ5s, 6AQ5s, 6BM8s ou 7591s). Gibson s'attache également à produire des amplis de faible puissance destinés à un plus large public.

## Communication
Gibson sponsorise l'attraction Rock 'n' Roller Coaster à Disneyland Paris.